# Sabu (film)
Sabu è un film giapponese del 2002 diretto da Takashi Miike; la storia è un adattamento dell'omonimo romanzo di formazione dello scrittore Shūgorō Yamamoto.
Incriminato per un crimine che non ha commesso, Eiji è soggetto alla dura realtà carceraria: nell'isola Ishikawa vige un sistema penitenziario basato sul lavoro forzoso. Sabu, un vecchio amico, pare esser l'unico a continuare ad aver fiducia in lui.

## Trama
Sabu ed Eiji sono stati fortemente legati fin da quando erano piccoli, assieme hanno fatto anche il primo lavoretto come commessi in un negozio di ombrelli; ad un certo punto però Eiji viene falsamente accusato di essere un ladro e finisce in un campo di lavoro isolato dal resto del mondo. La sua vita rischia così di venir completamente consumata.
Ciò che sostiene ancora Eiji è solamente il desiderio di potersi un giorno vendicare; Sabu intanto continua fedelmente a sostenerlo e fargli visita. Eiji si fa molti amici, che gl'insegnano come combattere e superare le difficoltà. Dopo molti anni, quando sta per esser rimesso in libertà, proprio a Sabu tocca il compito di rivelargli un fatto che rischia di condurre alla pazzia l'amico.